# القشبة (ربع ظلمة)

تعديل مصدري - تعديل

القشبة محلة تابعة لقرية المدورة، التابعة لعزلة ربع ظلمة بمديرية حبيش إحدى مديريات محافظة إب في الجمهورية اليمنية، بلغ تعداد سكانها 97 حسب تعداد اليمن لعام 2004.